# Bagger Drama
Bagger Drama ist ein schweizerischer Spielfilm von Piet Baumgartner aus dem Jahr 2024, produziert von Dschoint Ventschr. Die Uraufführung des Dramas erfolgte im September im Rahmen des San Sebastian Film Festival, wo der Film den New Directors Award gewann. Es ist Piet Baumgartners erster Spielfilm.

## Handlung
In einer ländlichen Gemeinde des Berner Seelandes betreibt die Familie von Paul, Conny und ihrem Sohn Daniel ein Unternehmen für Vermietung, Verkauf und Reparatur von Baggern. Der Film gliedert sich in mehrere Abschnitte, die jeweils um den Todestag der ältesten Tochter Nadine kreisen, die bei einer Kanufahrt tödlich verunglückte, als ihr Boot kenterte und sie mit dem Kopf gegen einen im Fluss liegenden Betonblock prallte.
Die Eröffnungsszene zeigt ein «Baggerballett»: Zwei Bagger führen vor strahlend blauem Himmel eine choreografierte Bewegung vor, bei der sich ihre Schaufeln einander nähern und wieder zurückweichen. Dieses Pas de deux symbolisiert die zentrale Metapher des Films: Die Maschinen funktionieren perfekt und bewegen sich synchron, während die Familienmitglieder in ihrer Trauer sprachlos sind und nicht zueinanderfinden.
Im ersten Kapitel steht Daniel im Mittelpunkt. Er ist vor allem damit beschäftigt, seine Trauer zu verarbeiten und zugleich den elterlichen Betrieb nicht zu enttäuschen. Er träumt von einem Studium in den USA, fühlt sich aber verpflichtet, in der Firma zu bleiben, da sein Vater fest davon ausgeht, dass er eines Tages die Geschäftsführung übernehmen werde. Daniel verbringt Zeit mit Philipp, einem neuen Mitarbeiter, den er in das «Baggerballett» einführt. Eines Nachts steuern sie zwei Maschinen zum Fast-Food-Anschluss, um im Scheinwerferlicht einen gelungenen Bierstunt mit der Baggerschaufel vorzuführen. Kurz darauf kehrt Daniel zum Fluss zurück, an dem seine Schwester gestorben ist, und wagt dort erstmals wieder ein Bad – symbolisch für seinen inneren Konflikt zwischen Festhalten und Loslassen.
Im zweiten Kapitel rückt Paul in den Fokus. Er flüchtet sich in die Arbeit und verliebt sich in die neue Chorleiterin der Dorfkapelle. In einem Bibelzitat findet er Worte, die er seiner Frau und seinem Sohn nicht mehr zu sagen vermag. Sein Schweigen offenbart, wie tief sein Schmerz sitzt, und lässt ahnen, warum er die Maschinen – im Gegensatz zu den Menschen – als verlässlicher empfindet.
Das dritte Kapitel beleuchtet Connys Perspektive. Ein Jahr nach dem Unfall sucht sie therapeutische Hilfe, kann aber kaum über ihre Trauer sprechen. Sie wirkt gefangen zwischen der Erinnerung an Nadine und dem Alltag im Familienbetrieb. Immer wenn sie versucht, ihre Gefühle zu artikulieren, bricht sie in Tränen aus oder verstummt vollständig – die Worte fehlen ihr sowohl gegenüber Fremden als auch den nächsten Angehörigen.
Im abschliessenden Epilog – vier Jahre nach dem Unglück – treffen sich die drei wieder zum «Baggerballett» auf der firmeneigenen Kiesgrube. Die Maschinen tanzen erneut, doch diesmal scheint Daniel entschlossen, seinen eigenen Weg zu gehen. Paul richtet das Mikrofon an die Maschine, als wolle er mit seinem Sohn und seiner Frau sprechen, doch die Kommunikation bleibt mechanisch. Conny vollzieht schliesslich einen letzten Akt des Loslassens und verlässt die Baustelle, während Daniel und Paul die Schaufeln synchron heben und senken, als wollten sie die Verbindung zur Vergangenheit bewahren. Die Kamera zieht sich zurück, zeigt die kreisenden Bagger vor dem offenen Himmel und verweist so auf die Ungewissheit ihrer Zukunft, in der die Familie weiterexistiert, ohne je wieder vollständig zueinandergefunden zu haben.

## Auszeichnungen
- Beste Regie, Filmfestival Max Ophüls Preis 2025[7]
- Fritz-Raff-Drehbuchpreis, Filmfestival Max Ophüls Preis 2025[7]
- Preis für die beste darstellerische Leistung (Bettina Stucky), Filmkunstfest Mecklenburg-Vorpommern 2025[8]
- New Directors Award, San Sebastián Film Festival 2024[2]
- Special Mention Efebo Perspectives Competition, Efebo d‘Oro Film Festival 2024[9]